# 中真岡駅
中真岡駅（なかまおかえき）は、樺太真岡郡真岡町に存在した樺太庁鉄道西海岸線の駅。

## 歴史
- 1936年（昭和11年）9月1日：開業[1]。
- 1941年（昭和16年）12月1日：駅休止。
- 1943年（昭和18年）4月1日：南樺太の内地化により、鉄道省に移管。同時に駅廃止。

## 隣の駅
樺太庁鉄道
西海岸線
真岡駅 - 中真岡駅 - 北真岡駅